# Luciasuchus
Luciasuchus — вимерлий рід дирозавридів крокодилоподібних, відомих із палеоценової формації Санта-Люсія в Болівії. Він містить один вид, Luciasuchus lurusinqa.